# 유비유
유비유는 대한민국의 음악 그룹이다. 2020년 싱글 앨범 [널 바라볼 때]로 데뷔했다.

## 음반
- 널 바라볼 때 (2020)
- Youth (2020)
- Bluelight (2020)
- Colorful (2020)
- Here for you (2020)
- 지금이라도 (2020)
- 섬 (2020)
- Fly far (2021)